# ブティック社
ブティック社（ブティックしゃ）は、東京都千代田区に本社がある日本の出版社。1972年（昭和47年）3月設立。

## 概要
1972年（昭和47年）3月27日、志村司郎によって設立された。月刊誌である『レディブティック』を始めとした定期刊行物を中心に、ソーイング、ニット、手芸、料理、園芸、ネイル、ビーズ、子供向けの絵本などの児童書、住まいなど、ハンドメイドや手作りに関する実用書を出版している。
2023年（令和5年）5月10日、マキノ出版との間で資産譲渡契約を締結。『壮快』『安心』『ゆほびか』の健康雑誌3誌と、マキノ出版が発行していた書籍並びにムックの版権を引き受けた。

## 刊行中の雑誌
- 安心 - 隔月刊
- エクステリア&ガーデン - 季刊（3・6・9・12月）
- コットンフレンド - 3・9月刊
- 壮快 - 隔月刊

1974年創刊の健康雑誌
- パッチワーク教室 - 季刊（3・6・9・12月）

パッチワーク初心者に向けたテキスト本
- ビーズフレンド - 季刊（2・5・8・11月）
- 風景写真 - 隔月刊
- 野菜だより - 隔月刊

有機・無農薬向けの家庭菜園雑誌
- ゆほびかGOLDα
- レディブティック - 隔月刊

一部製図付きの洋裁誌

### 休刊
- 歌謡曲ゲッカヨ - 隔月刊

J-POPの譜面雑誌
- カラオケONGAKU - 月刊

演歌雑誌
- こどもブティックcucito（クチート） - 季刊

子供服の洋裁誌
- 四季彩ペインティング - 季刊
- ネイルUP！ - 季刊
- フィーメイル - 季刊

初心者向けソーイングブック
- 野菜日記 - 季刊

家庭菜園雑誌